# Solegnathus lettiensis
Solegnathus lettiensis är en fiskart som beskrevs av Pieter Bleeker 1860. Solegnathus lettiensis ingår i släktet Solegnathus och familjen kantnålsfiskar. IUCN kategoriserar arten globalt som otillräckligt studerad. Inga underarter finns listade i Catalogue of Life.